# Carlo Ubbiali
Carlo Ubbiali (Bergamo, 22 de septiembre de 1929-Bergamo, 2 de junio de 2020) fue un piloto de motociclismo italiano. Fue hexacampeón del mundo de 125cc en 1951 con Mondial y con MV Agusta en 1955, 1956, 1958, 1959 y 1960, además de tricampeón del mundo de 250cc en 1956, 1959 y 1960, con MV Agusta. En la década de 1950, fue una fuerza dominante en las clases más pequeñas del Campeonato del Mundo de Motociclismo.

## Biografía
Ubbiali nació en Bergamo, Lombardía. En 1949, en el primer año de la historia del Mundial, acabó en cuarto lugar de la genera de la categoría de 125cc con una MV Agusta. Ese mismo año, ganó la medalla de oro en la International Six Days Enduro. Fichó por Mondial en 1950, y al siguiente consiguió su primer título mundial en su carrera y para la marca italiana.
Después de perder el entorchado en 1952 a manos de Cecil Sandford, volvió a la disciplina de MV Agusta. En esos años, vivió sus mejores temporadas con seis títulos de 125cc y tres de 250cc entre 1956 y 1960. Ubbiali también ganó en cinco ocasiones la prestigiosa TT Isla de Man. Piloto muy competente y que poca veces cometía errores, nunca sufrió ningún accidente grave en sus doce años como profesional.
Ubbiali se retiró a los 30 años. Dejando aparte a pilotos como Giacomo Agostini, se considera uno de los mejores pilotos italianos de la historia. Sus nueve títulos lo igualan a Mike Hailwood y Valentino Rossi por el tercer puesto histórico por detrás de Agostini y Ángel Nieto. En 2001, la F.I.M. introdujo Ubbiali en el MotoGP Hall of Fame. En 2019, Ubbiali recibió el Coni Golden Collar.
Falleció en Bergamo el 2 de junio de 2020 debido a problemas respiratorios a los 90 años.

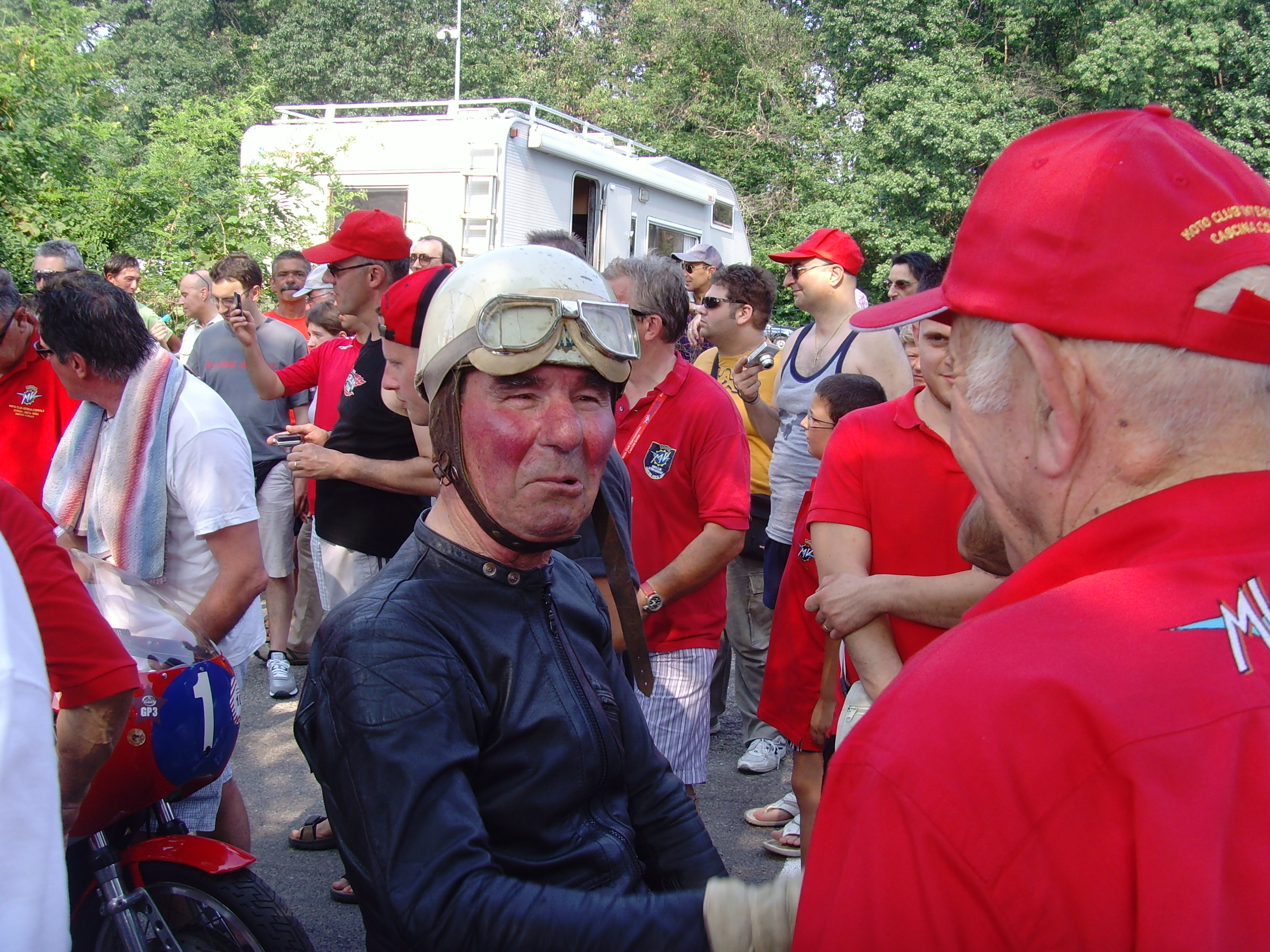
Carlo Ubbiali durante el Revival MV Agusta Cascina Costa 2010

## Resultados en el Campeonato del Mundo
Sistema de puntuación en 1949:
| Posición | 1.º | 2.º | 3.º | 4.º | 5.º | Vuelta rápida |
| Puntos   | 10  | 8   | 7   | 6   | 5   | 1             |

Sistema de puntuación desde 1950 hasta 1968:
| Posición | 1.º | 2.º | 3.º | 4.º | 5.º | 6.º |
| Puntos   | 8   | 6   | 4   | 3   | 2   | 1   |

### Carreras por año
(Carreras en Negrita indica pole position, Carreras en cursiva indica vuelta rápida)
| Año     | Clase | Moto      | 1       | 2       | 3       | 4       | 5       | 6       | 7       | Pts. | Pos. | Vic. |
| ------- | ----- | --------- | ------- | ------- | ------- | ------- | ------- | ------- | ------- | ---- | ---- | ---- |
| 1949    | 125cc | MV Agusta |         | SUI 4   | NED 3   |         |         |         | NAT Ret | 13   | 4.º  | 0    |
| 1950    | 125cc | Mondial   |         |         |         | NED -   |         | ULS 1   | NAT 2   | 14   | 2.º  | 1    |
| 1951    | 125cc | Mondial   | ESP 2   | IOM 2   | NED Ret | ULS -   | NAT 1   |         |         | 20   | 1.º  | 1    |
| 1952    | 125cc | Mondial   | IOM 2   | NED 2   | GER 2   | ULS Ret | NAT 2   | ESP -   |         | 24   | 2.º  | 0    |
| 1953    | 125cc | MV Agusta | IOM Ret | NED 2   | GER 1   | ULS -   | NAT 3   | ESP -   |         | 18   | 3.º  | 1    |
| 1954    | 125cc | MV Agusta | IOM 2   | ULS -   | NED 3   | GER 3   | NAT 3   | ESP -   |         | 18   | 2.º  | 0    |
| 1955    | 125cc | MV Agusta | ESP 3   | FRA 1   | IOM 1   | GER 1   | NED 1   |         | NAT 1   | 32   | 1.º  | 5    |
| 1955    | 250cc | MV Agusta |         |         | IOM -   | GER -   | NED -   | ULS Ret | NAT 1   | 8    | 7.º  | 1    |
| 1956    | 125cc | MV Agusta | IOM 1   | NED 1   | BEL 1   | GER 2   | ULS 1   | NAT 1   |         | 32   | 1.º  | 5    |
| 1956    | 250cc | MV Agusta | IOM 1   | NED 1   | BEL 1   | GER 1   | ULS -   | NAT 1   |         | 32   | 1.º  | 5    |
| 1957    | 125cc | MV Agusta | GER 1   | IOM 2   | NED -   | BEL -   | ULS -   | NAT 1   |         | 22   | 3.º  | 2    |
| 1957    | 250cc | MV Agusta | GER 1   | IOM Ret | NED -   | BEL -   | ULS -   | NAT Ret |         | 8    | 5.º  | 1    |
| 1958    | 125cc | MV Agusta | IOM 1   | NED 1   | BEL 5   | GER 1   | SWE 3   | ULS 1   | NAT Ret | 32   | 1.º  | 4    |
| 1958    | 250cc | MV Agusta | IOM 2   | NED 2   | BEL -   | GER Ret | SWE Ret | ULS -   | NAT 3   | 16   | 3.º  | 0    |
| 1959    | 125cc | MV Agusta | IOM 5   | GER 1   | NED 1   | BEL 1   | SWE 2   | ULS -   | NAT 2   | 30   | 1.º  | 3    |
| 1959    | 250cc | MV Agusta | IOM 2   | GER 1   | NED 2   | BEL -   | SWE 2   | ULS -   | NAT 1   | 28   | 1.º  | 2    |
| 1960    | 125cc | MV Agusta | IOM 1   | NED 1   | BEL 3   |         | ULS 1   | NAT 1   |         | 24   | 1.º  | 4    |
| 1960    | 250cc | MV Agusta | IOM 2   | NED 1   | BEL 1   | GER 2   | ULS 1   | NAT 1   |         | 32   | 1.º  | 4    |
| Fuente: |       |           |         |         |         |         |         |         |         |      |      |      |